# The Imaginarium of Doctor Parnassus
The Imaginarium of Doctor Parnassus er en amerikansk fantasy-film fra 2009 instrueret af Terry Gilliam og skrevet af Gilliam og Charles McKeown. Filmen følger lederen af en omrejsende teatertrup, der har lavet en aftale med djævelen og tager publikum gennem et magisk spejl for at udforske deres fantasi.
Christopher Plummer, Tom Waits, og Heath Ledger medvirker i filmen, selvom Ledgers død en tredjedel inde i indspilningsfasen forårsagede, at produktionen midlertidigt måtte udskydes. Ledgers rolle fik en ny rollebesætning bestående af Johnny Depp, Jude Law og Colin Farrell, der skildrer transformeringen af Ledgers karakter Tony mens han rejser igennem en drømmeverden. Den havde premiere den 25. december, 2009 i Danmark.

## Medvirkende
- Christopher Plummer som Doctor Parnassus: Den 1.000 år gamle leder af den rejsende teatertrup
- Heath Ledger som Tony: En mystisk outsider, der slutter sig til gruppen.
- Andrew Garfield som Anton[3]
- Verne Troyer som Percy[3]
- Lily Cole som Valentina: Doctor Parnassus datter.
- Tom Waits som Mr Nick
- Peter Stormare som Universets Præsident : en verdens statsmand[4]
- Maggie Steed som Louis Vuitton Woman[5]
- Mark Benton som Far[5]
- Simon Day som Onkel Bob[5]
- Paloma Faith som Sally[5]
- Richard Riddell som Martin[5]
- Montserrat Lombard som Sallys ven[5]

## Effekt af Heath Ledgers død
Produktionen blev afbrudt af Heath Ledgers død i New York City den 22. januar 2008. Ledgers engagement havde været en "afgørende" del i filmens finansiering. Gilliam var formand for concept art, da han modtog et telefonopkald, der fortalte, at Ledger var død, og hans første tanke var "Filmen er forbi, så enkelt er det". Selvom produktionen blev suspenderet på ubestemt tid fra 24. januar,  var Gilliam fast besluttet på at "redde" filmen og overvejede først at benytte computer-genererede billeder til at give Heath Ledgers karakter en magisk forandring af hans udseende – måske i en anden karakter for at fastholde hans sidste arbejde i filmen - og hvis filmen blev lavet, ville den blive dedikeret til Ledger. Billedsproget ville svare til transformation-teknikken, der blev set med Brad Pitt i Benjamin Buttons forunderlige liv og der er ansat til Roy Scheider i sin udgivelse af Iron Cross efter hans død.
Til sidst blev skuespillerne Johnny Depp, Colin Farrell og Jude Law valgt til at erstatte Heath Ledger i visse scener, hvor de spillede den nye idé som omdannede versioner af Ledgers karakter, der kørte gennem magiske riger, således at filmoptagelserne med Ledger ville forblive i filmen som hans karakters udseende i den "virkelige verden" . I første omgang havde Tom Cruise udtrykt interesse for at blive inddraget som anden skuespiller for at erstatte Ledger, men Gilliam afviste ham, fordi Cruise aldrig havde været en nær ven af Ledger.: "I just wanted to keep this family – it's as simple as that [...] There were people even offering to come and help, they didn't know Heath. It had to be in the family somehow, I don't know why; it was my attitude."